# Pépé le cowboy
Pour les articles homonymes, voir Cowboy.
Pépé le cowboy est une série télévisée jeunesse québécoise en 26 épisodes de 25 minutes en noir et blanc diffusée entre le 8 octobre 1958 et le 3 juin 1959 à la Télévision de Radio-Canada. Il s'agissait d'un spectacle de marionnettes.

## Synopsis
Les aventures d’un brave cowboy et des habitants de la vallée de Tire-Pois.

## Fiche technique
- Scénariste : Roger Garand
- Réalisation : Claude Caron
- Société de production : Société Radio-Canada

## Épisodes
Le premier épisode a eu lieu le mercredi 8 octobre 1958, à 17:30. La Semaine à Radio-Canada n'indique aucun synopsis.
1. Émission de marionnette. Texte Roger Garand. Nos amis inaugurent un puits d’huile dans la vallée. Deux prisonniers profitent du rassemblement pour créer des complications. Diffusion : le mercredi 22 avril 1959, à 17:30.
2. Émission de marionnette. Texte Roger Garand. Pépé et ses accolytes ont disparu. Tout le village organise des recherches. Une bande rivale a décidé de s’emparer du puits d’huile. Diffusion : le mercredi 29 avril 1959, à 16:30.
3. On discute très fort dans le village pour obtenir le déménagement du réservoir d’huile. L’épisode se terminera en beauté par un feu d’artifice. Dernier épisode la série. Diffusion : le mercredi 3 juin 1959, à 16:30.
- En reprise du 10 juillet au 25 septembre 1961.

1. Il y a eu vol avec effraction chez Mlle Fichu et Gobelet a reçu une lettre de menaces de l’Araignée noire. Le bandit veut les lancer sur une fausse piste pour dévaliser la banque. Diffusion : le lundi 24 juillet 1961, à 18:45.
2. Un ouragan terrible se dirige vers le village du Tire-pois. Pépé et ses amis organisent un retranchement pour protéger les villageois. Diffusion : le lundi 7 août 1961, à 18:45.
3. Pour occuper les gens du village pendant qu’il vole la banque, Araignée noire demande à ses complices de donner un petit spectacle indien sur la place. Diffusion : le lundi 14 août 1961, à 18:45.
4. Deux bandits se sont évadés de la prison du village des durs à cuire. Pendant que Pépé et ses compagnons cherchent d’où viennent les explosions que mademoiselle Fichu a entendues, deux nouveaux cowboys arrivent au village. Est-ce les bandits? Diffusion : le lundi 21 août 1961, à 18:45.
5. Les bandits Tête de plomb et Carotte se sont évadés de la prison. Pendant que Pépé et ses compagnons les recherchent dans les montagnes, ils se rendent au « Saloon » pour voler l’argent de Gobelet. Diffusion : le lundi 28 août 1961, à 18:45.
6. Pépé permet aux prisonniers Tête de plomb et Carotte de faire une petite promenade, après avoir obtenu la promesse de cesser leur grève de la faim. Mais n’essaieront-ils pas de s’évader, malgré la surveillance de Tonto et Tortillas? Diffusion : le lundi 4 septembre 1961, à 18:45.
7. Vieux Truc est somnambule. Pépé croit qu’il a été piqué par une mouche tsé-tsé. On organise une chasse à la mouche et les prisonniers en profitent pour essayer de s’évader. Diffusion : le lundi 11 septembre 1961, à 17:30.
8. Pépé et ses amis sont allés reconduire Araignée Noire et ses bandits à la grande prison. Le cowboy Séphir Branlebas profite de la petite fête surprise qu’on leur a organisée pour voler la jument de Fichu et les barils d’huile de Vieux Truc et de Barreau. Diffusion : le lundi 18 septembre 1961, à 17:30.
9. Le Grand Chef Paratonnerre vient voir Vieux Truc pour lui demander d’arrêter la machine qui prend l’huile de la terre de ses aïeux, ou bien il emploiera la force. Diffusion : le lundi 25 septembre 1961, à 17:30.
- En reprise du 6 juin au 29 août 1972 et du 8 juin au 17 août 1974[1].

1. Les commerçants Bareau et Gobelet, trouvant que les affaires du village sont très mauvaises, décident de faire courir le bruit que la région est riche en uranium. (Diffusion : Mardi, le 11 juillet 1972, à 11:00)
2. « Une Invention ». Soufflet a mis au point un moteur de wagonnette. Mlle Fichu lance la rumeur qu’il a patenté une bombe et les gens du village veulent l’emprisonner. (Diffusion : Mardi, le 18 juillet 1972, à 11:00)
3. « Vol au village ». Il y a eu vol au cours de la nuit chez Mlle Fichu. Un message laissé par l’Araignée noire annonce un vol futur. (Diffusion : Mardi, le 25 juillet 1972, à 11:00)
4. « Un procès ». On retrouve les compères d’Araignée noire en prison. Leur procès est fixé à deux heures. L’Araignée noire s’empare des vêtements du juge et prend sa place au tribunal. (Diffusion : Mardi, le 1er août 1972, à 11:00)
5. Gobelet et Bareau souffrent de rhumatismes. C’est l’annonce de la mauvaise température et on apprend qu’un ouragan est en route. Pépé prend la direction des opérations et on dispose des sacs de sable dans les entrées des maisons. Soudain, on apprend que Radis, un pauvre orphelin, est parti seul à la chasse aux lapins. Pépé décide d’aller au secours de l’enfant. (Diffusion : Mardi, le 8 août 1972, à 11:00)
6. « Une danse, un vol avorté ». Araignée Noire a un plan pour faire main basse sur une banque. Ses complices vont se déguiser en Indiens pour donner un spectacle et distraire les villageois. (Diffusion : Mardi, le 15 août 1972, à 11:00)
7. Il y a une rumeur d’explosion. Le maire demande à Pépé, Tortulas et Tonneau de mener une enquête. Nos héros se dirigent vers la montagne où ils rencontrent les bandits déguisés en prospecteurs. (Diffusion : Mardi, le 22 août 1972, à 11:00)
8. « Le Village des Durs à cuire ». Pépé ayant pour mission de trouver les deux bandits du village des Durs à cuire fait mine de quitter le village. (Diffusion : Mardi, le 29 août 1972, à 11:00)
9. Tortillas et Tonneau ont la mission de monter la garde devant la prison où sont enfermés deux bandits qui font la grève de la faim pour obtenir la permission de faire une marche d’une heure à l’extérieur tous les jours. (Diffusion : Samedi, le 8 juin 1974, à 10:00)
10. Un malheur s’abat sur le village. Vieux Truc divague. Pépé prétend que Vieux Truc a été piqué par la mouche du sommeil. (Diffusion : Samedi, le 15 juin 1974, à 10:00)
11. La bonne humeur est dans l’air. Mlle Fichu balaie la devanture de son magasin en chantant à tue-tête des airs d’opéra. (Diffusion : Samedi, le 22 juin 1974, à 10:00)
12. « Un gisement d’huile ». Vieux-Truc confie à son ami Dandor la découverte d’un gisement d’huile. (Diffusion : Samedi, le 29 juin 1974, à 10:00)
13. « Un pipeline ». On a trouvé un gisement pouvant alimenter le village et le village voisin. (Diffusion : Samedi, le 6 juillet 1974, à 10:00)
14. « Une aventure à la mine de Vieux-Truc ». On fait une réunion d’urgence. Pépé, Tortillas et Tonneau sont disparus depuis deux jours. Les recherches s’organisent avec les gens du village. (Diffusion : Samedi, le 13 juillet 1974, à 10:00)
15. « L’Araignée noire ». L’Araignée noire est en prison ainsi que ses amis. Une fête est organisée en l’honneur de Pépé le cowboy. (Diffusion : Samedi, le 20 juillet 1974, à 10:00)
16. « Le Chef indien ». Un grand chef indien prétend que l’huile, c’est le sang de la terre. Il veut faire arrêter la machine, autrement, c’est la guerre. (Diffusion : Samedi, le 27 juillet 1974, à 10:00)
17. Depuis une semaine, les indiens cernent le village. On ne peut en sortir pour vendre l’huile pas plus que pour aller aux provisions. (Diffusion : Samedi, le 3 août 1974, à 10:00)
18. « Un mariage ». Deux semaines ont passé sans qu’on puisse vendre le pétrole. On envoie Fleur du désert et Vieux-truc pour tenter de faire comprendre au chef pourquoi il est nécessaire d’extraire l’huile pour la prospérité du village. (Diffusion : Samedi, le 10 août 1974, à 10:00)
19. Mlle Fichu et tous les autres propriétaires du village sont désespérés depuis l’installation de la pompe. (Diffusion : Samedi, le 17 août 1974, à 10:00)
Source : La Semaine à Radio-Canada 1958 à 1967 et Ici Radio-Canada - Horaire des chaînes françaises de radio et télévision de Radio-Canada, publication hebdomadaire, 1972 et 1974.

## Distribution
- André Cailloux : Vieux Truc (selon les sources, le nom s'écrit Vieux-Truc)
- Louis de Santis
- Roger Garand
- Micheline Gérin
- Paul Hébert : Araignée Noire (ou Araignée noire, selon les sources) et Dandor
- Yves Létourneau : Pépé le cowboy
- Robert Rivard : Compère Tortillard
- Carmen Tremblay

Autres personnages : le notaire ; le maire ; Cran-d'arrêt, le shérif ; Dent d'or ; Fleur du désert, Tortillas ; Gobelet.